# Ford Beebe
Ford Beebe, nato Ford Ingalsbe Beebe (Grand Rapids, 26 novembre 1888 – Lake Elsinore, 26 novembre 1978), è stato uno sceneggiatore, regista e produttore cinematografico statunitense.

## Biografia
Era il figlio di Oscar Beebe e di Maria Ingalsbe. Entrò nel mondo del cinema nel 1916 come scrittore e, nel corso dei suoi oltre sessanta anni di carriera, scrisse e diresse quasi duecento film. Era specializzato in film di serie B - per lo più western - e d'azione. Diresse alcuni serial come Buck Rogers e Flash Gordon per l'Universal Pictures. Lavorò soprattutto con produttori indipendenti per le compagnie comunemente designate come Poverty Row quali la Mascot. Dal 1936 al 1945, lavorò all'Universal, dal 1947 al 1952 per la Monogram.
Alla Disney, fu assistente alla regia per il film d'animazione Pinocchio del 1940. Diresse, non accreditato, il segmento di "Sinfonia Pastorale" di Fantasia, un altro dei classici Disney.
Morì il 26 novembre 1978 in California, a Lake Elsinore, all'età di 90 anni.

## Vita privata
Nel 1912, si sposò con Frances Caroline Willey. La coppia ebbe quattro figlie e un figlio, Ford Beebe Jr. Nel 1933, si sposò con Kitty Delevanti, figlia dell'attore Cyril Delevanti. Da questo secondo matrimonio nacque un altro figlio, Michael.

## Filmografia

### Sceneggiatore
- The Girl and the Game, regia di J.P. McGowan (1916)
- A Youth of Fortune, regia di Otis Turner (1916)
- A Lass of the Lumberlands, regia di J.P. McGowan e Paul Hurst (1916)
- The Railroad Raiders, regia di Helen Holmes, Paul C. Hurst e J.P. McGowan (1917)
- The Big Catch, regia di Leo D. Maloney (come Leo Maloney) (1920)
- A Gamblin' Fool, regia di Leo D. Maloney (come Leo Maloney) – cortometraggio (1920)
- The Grinning Granger, regia di Leo D. Maloney (come Leo Maloney) – cortometraggio (1920)
- One Law for All, regia di Leo D. Maloney (come Leo Maloney) – cortometraggio (1920)
- 'In Wrong' Wright, regia di Albert Russell – cortometraggio
- Double Danger, regia di Albert Russell (1920)
- The two-Fisted Lover, regia di Edward Laemmle – cortometraggio (1920)
- Tipped Off, regia di Albert Russell (1920)
- Superstition
- Fight It Out, regia di Albert Russell – cortometraggio (1920)
- The Trail of the Hound, regia di Albert Russell – cortometraggio (1920)
- The Saddle King, regia di Edward Laemmle – cortometraggio (1921)
- The Driftin' Kid, regia di Albert Russell – cortometraggio (1921)
- Sweet Revenge, regia di Edward Laemmle – cortometraggio (1921)
- Kickaroo, regia di Albert Russell – cortometraggio (1921)
- The Grip of the Law
- No Man's Woman
- The White Horseman
- Winners of the West
- Nine Points of the Law
- Too Much Business
- The Bar Cross War
- His Enemy's Friend
- Here's Your Man, regia di Ford Beebe (1922)
- Under Suspicion, regia di Ford Beebe (1923)
- Border Law, regia di Ford Beebe (1923)
- Smoked Out, regia di Ford Beebe (1923)
- Lost, Strayed or Stolen, regia di Ford Beebe e Leo D. Maloney (1923)
- Double Cinched
- 100% Nerve
- The Unsuspecting Stranger
- Steel-Shod Evidence
- In Wrong Right, regia di Ford Beebe e Leo D. Maloney (1923)
- King's Creek Law
- Huntin' Trouble
- Payable on Demand
- The Law Forbids
- Riding Double
- The Perfect Alibi, regia di Leo D. Maloney (1924)
- Not Built for Runnin', regia di Leo D. Maloney (1924)
- The Loser's End
- Battling Bunyan
- Headin' Through
- The Trouble Buster, regia di Leo D. Maloney (1925)
- The Shield of Silence
- Across the Deadline, regia di Leo D. Maloney (1925)
- Flash o' Lightning
- The Blood Bond, regia di Leo D. Maloney (1925)
- Win, Lose or Draw, regia di Leo Maloney (1925)
- Luck and Sand
- The Blind Trail
- Without Orders, regia di Leo Maloney (1926)
- The High Hand, regia di Leo Maloney (1926)
- The Outlaw Express
- The Long Loop on the Pecos
- The Man from Hard Pan
- Don Desperado
- Two-Gun of the Tumbleweed
- Border Blackbirds
- The Devil's Twin
- The Boss of Rustler's Roost
- The Apache Raider
- The Wagon Show
- The Bronc Stomper
- The Canyon of Adventure
- The Upland Rider
- The Code of the Scarlet
- The Black Ace, regia di Leo D. Maloney (1928)
- Yellow Contraband
- 45 Calibre War
- Come Across
- Overland Bound
- Tarzan the Tiger, regia di Henry MacRae (1929)
- Brothers, regia di Scott Pembroke (1929)
- The Lightning Express
- The Indians Are Coming
- The Phantom of the West
- King of the Wild
- The Vanishing Legion
- I banditi del Fiume Rosso (Alias - The Bad Man), regia di Phil Rosen (1932)
- The Galloping Ghost
- The Lightning Warrior
- The Shadow of the Eagle, regia di Ford Beebe, B. Reeves Eason (1932)
- L'agonia di una stirpe (The Last of the Mohicans), regia di Ford Beebe e Reaves Eason - serial (1932)
- L'orgoglio della legione
- Sfidando la vita
- The Law of the Wild
- Prescott Kid
- Law Beyond the Range
- The Revenge Rider
- Fighting Shadows
- Justice of the Range
- The Outlaw Deputy, regia di Otto Brower (1935)
- Riding Wild, regia di David Selman (1935)
- The Man from Guntown
- Tumbling Tumbleweeds
- Gallant Defender, regia di David Selman (1935)
- The Mysterious Avenger, regia di David Selman (1936)
- Code of the Range
- Stampede, regia di Ford Beebe (1936)
- West Bound Limited
- Trouble at Midnight
- Riders of Black River
- Oklahoma Frontier
- The Stranger from Texas
- Riders of Pasco Basin
- My Dog Shep
- Courtin' Trouble
- Shep Comes Home
- The Dalton Gang, regia di Ford Beebe (1949)
- Red Desert, regia di Ford Beebe (1949)
- Bomba on Panther Island
- Rocce rosse (Davy Crockett, Indian Scout), regia di Lew Landers (1950)
- The Girl from San Lorenzo, regia di Derwin Abrahams (1950)
- Artiglio insanguinato (The Lion Hunters), regia di Ford Beebe (1951)
- Barriti nella jungla
- African Treasure
- Bomba and the Jungle Girl
- Safari Drums
- The Golden Idol
- L'orma del leopardo
- Lord of the Jungle
- Lo stallone selvaggio (King of the Wild Stallions), regia di R.G. Springsteen (1959)

### Regista (parziale)
- The White Horseman
- The Test, co-regia di Leo D. Maloney (1922)
- His Own Law (1922)
- Come and Get Me (1922)
- Deputized (1922)
- Laramie and Me
- Rough Going (1922)
- The Bar Cross War
- Out o' My Way
- The Drifter (1922)
- His Enemy's Friend
- Man Tracker
- One Jump Ahead (1922)
- Here's Your Man (1922)
- Under Suspicion (1923)
- Border Law (1923)

- Lost, Strayed or Stolen, co-regia di Leo D. Maloney (1923)
- The Extra Seven (1923)

- Smoked Out (1923)
- Tom, Dick and Harry, co-regia di Leo D. Maloney (1923)
- In Wrong Right, co-regia di Leo D. Maloney (1923)

- L'agonia di una stirpe (The Last of the Mohicans), co-regia di Reaves Eason - serial (1932)

- Jungle Jim, co-regia di Clifford Smith (1937)
- Flash Gordon - Il conquistatore dell'universo (Flash Gordon Conquers the Universe), co-regia Ray Taylor (1940)
- The Masked Rider (1941)

- Overland Mail, co-regia di John Rawlins (1942)

- La rivincita dell'uomo invisibile (The Invisible Man's Revenge) (1944)
- Artiglio insanguinato (The Lion Hunters) (1951)

- The Indian Raiders, co-regia di John Rawlins (1956)

### Regista 2ª unità
- L'usurpatore (Tower of London), regia di Rowland V. Lee (1939)
- Le mille e una notte (Arabian Nights), regia di John Rawlins (1942)
- Il figlio di Dracula (Son of Dracula), regia di Robert Siodmak (1943)

### Produttore (parziale)
- La rivincita dell'uomo invisibile (The Invisible Man's Revenge), regia di Ford Beebe (1944)